# Jabbeke
Jabbeke (o Giabecho in italiano arcaico) è un comune belga di 13 857 abitanti, situato nella provincia fiamminga delle Fiandre Occidentali.